# Rauenthal (Rheingau)
Rauenthal is een plaats in de Duitse gemeente Eltville, deelstaat Hessen, en telt 2170 inwoners (2006).

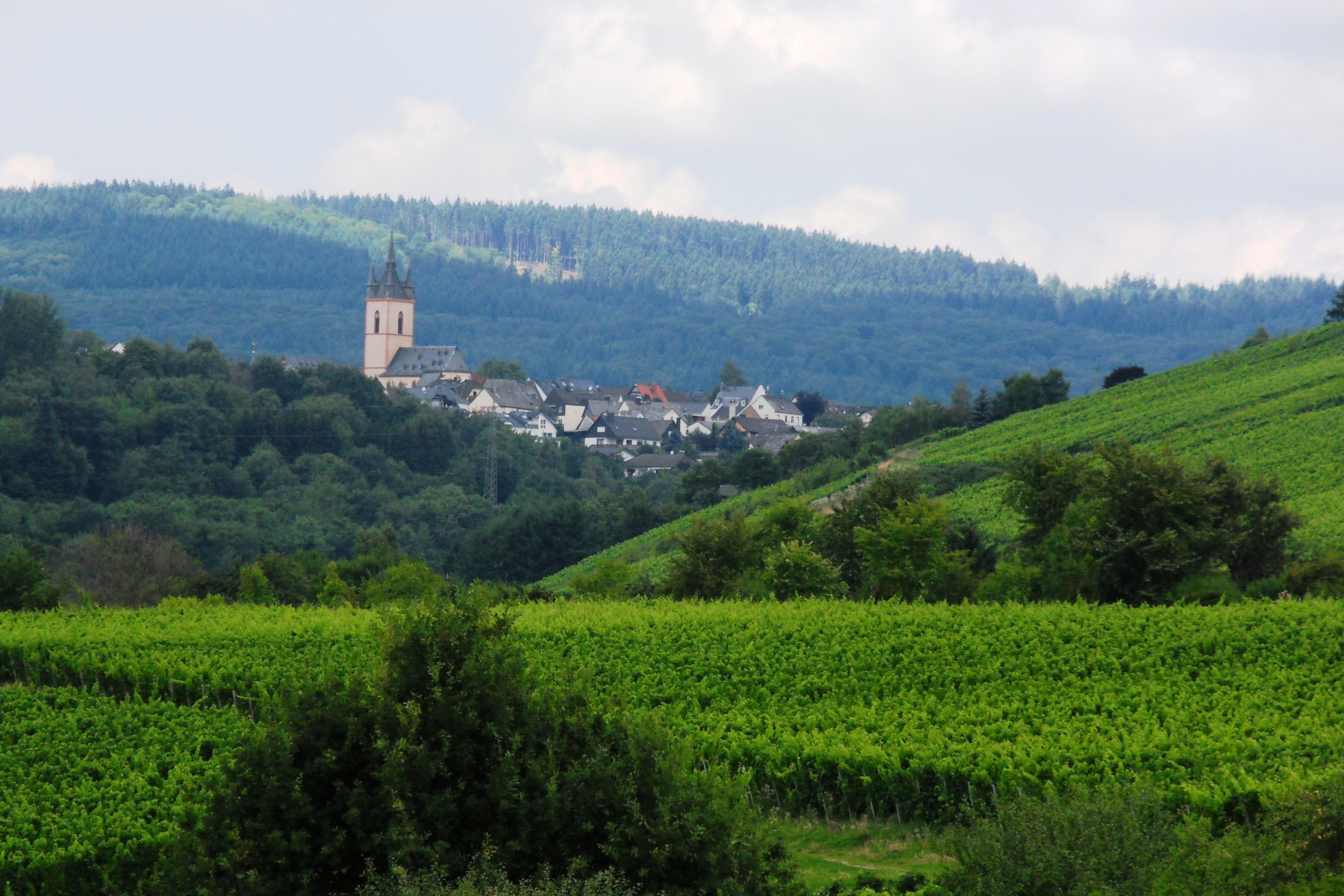
Rauenthal
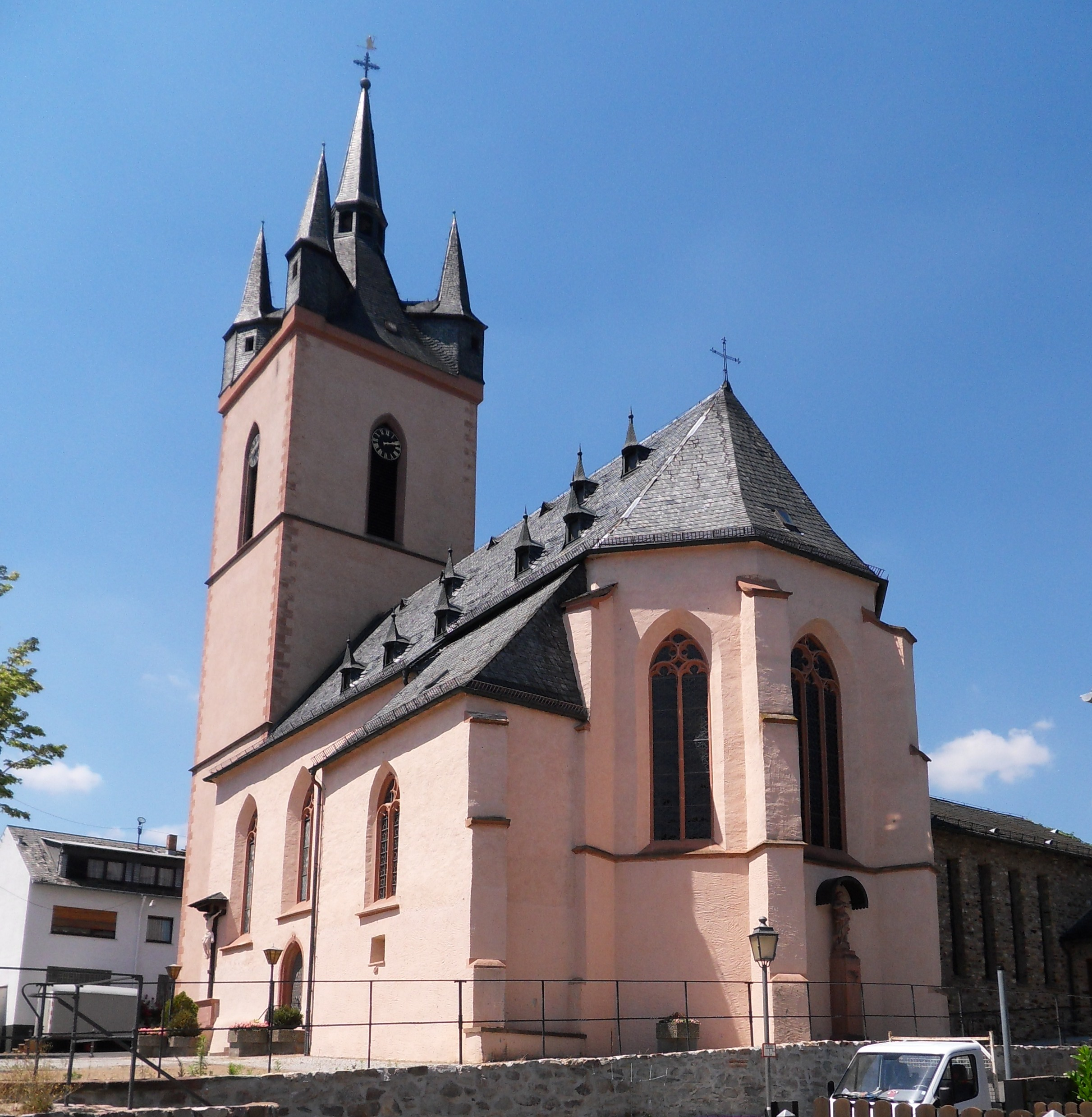
Parochiekerk van St Antonius, Rauenthal
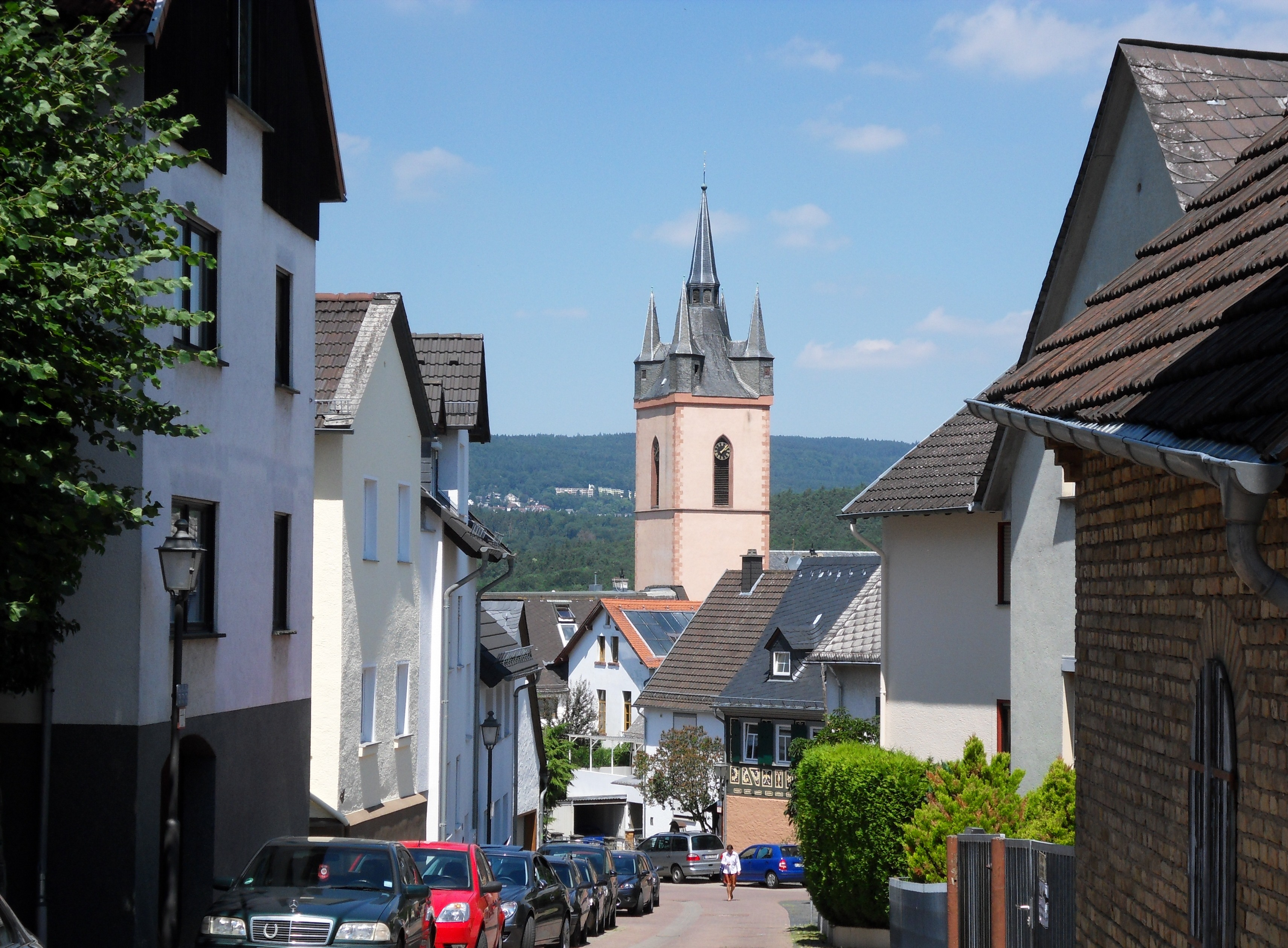
Weinbergstraße